# Битва при Діу (1509)
Битва при Діу — морська битва, яка відбулася 3 лютого 1509 року в Аравійському морі, на рейді порту Діу в Гуджараті, Індія, між флотом Португальської імперії та спільним флотом султана Гуджарата, мамлюкського Єгипту та заморина Калікута, який підтримували Венеційська республіка та Османська імперія.
Перемога Португалії мала важливі стратегічні наслідки — в результаті битви великий мусульманський союз зазнав відчутної поразки, що полегшило реалізацію португальської стратегії контролю над Індійським океаном для направлення торгівлі навколо мису Доброї Надії, в обхід традиційного шляху прянощів через Червоне море і Перську затоку, що контролювався арабами та венеційцями. Після битви Португалія швидко захопила ключові порти в Індійському океані, включаючи Гоа, Цейлон та Ормуз, завдавши потужного удару торгівлі Мамлюкського та Гуджаратського султанатів, значною мірою сприяючи зростанню Португальської імперії та встановленню її торгового панування, що продовжувалось протягом наступного століття. .
Битва під Діу була стоїть в одному ряду з такими видатними морськими битвами, як битва при Акції, битва при Лепанто та Трафальгарська битва і є однією з найважливіших у світовій військово-морській історії, оскільки вона знаменує собою початок європейського панування над азійськими морями, яке триватиме до Другої світової війни у середині XX століття.

## Передумови

Португальський морський та військовий прапор із зображенням хреста Ордена Христа, членом якого був Франсішку де Алмейда.

Вже через два роки після того, як Васко да Гама відкрив морський шлях до Індії, португальці зрозуміли, що перспектива розвитку такої торгівлі, як та, яку вони практикували в Західній Африці, стала неможливою через спротив мусульманських торгових еліт на західному узбережжі Індії., який призводив до нападів на португальські фейторії (факторії), кораблі та агентів, саботував португальські дипломатичні зусилля та спричинив різанину португальців у Калікуті в 1500 році.
Після вигнання з Калікуту, португальці уклали союз із його старим супротивником, раджею Кочіна, який запропонував їм створити факторію, а пізніше і укріплений форт на території Кочіну. Заморін Калікуту, якому формально підпорядковувався Кочін у відповідь атакував Кочін, але португальці змогли відбити напад і у відповідь спустошити землі Калікуту, який на той час служив основним експортером прянощів назад до Європи через Червоне море та завдали удару по його торгівлі, зокрема знищили у грудні 1504 року щорічний торговий флот Заморіна, що прямував до Єгипту з вантажем спеціями.
Коли португальський король Мануел I отримав новини про ці події, він призначив Франсішку де Алмейда першим віцекоролем Індії і поставив йому завдання не лише обмежуватись охороною португальських фейторій, але і завдати удару по мусульманському судноплавству. Алмейда відбув з Лісабона в березні 1505 року з двадцятьма кораблями та своїм 20-річним сином Лоуренсо, який отримав титул головного капітана Індійського моря (capitão-mor do mar da Índia).
Поява кораблів Португалії в Індійському океані і їх напади на мусульманські кораблі серйозно порушило налагоджену систему арабської торгівлю в Індійському океані, а також створило загрозу венеціанським інтересам, оскільки поставка прянощів у Александрію, де їх придбавали венеційці зменшились і стали не регулярними, а португальці в той час організували альтернативний канал поставок прянощів в Європу по цінах, нижчих за венеційські.
Не маючи змоги протистояти португальцям, мусульманські громади торговців в Індії, а також заморин (правитель) Калікуту направляли посланців до Єгипту з проханням про надання допомоги для боротьби з португальцями.

### Мамелюцький султанат Єгипту

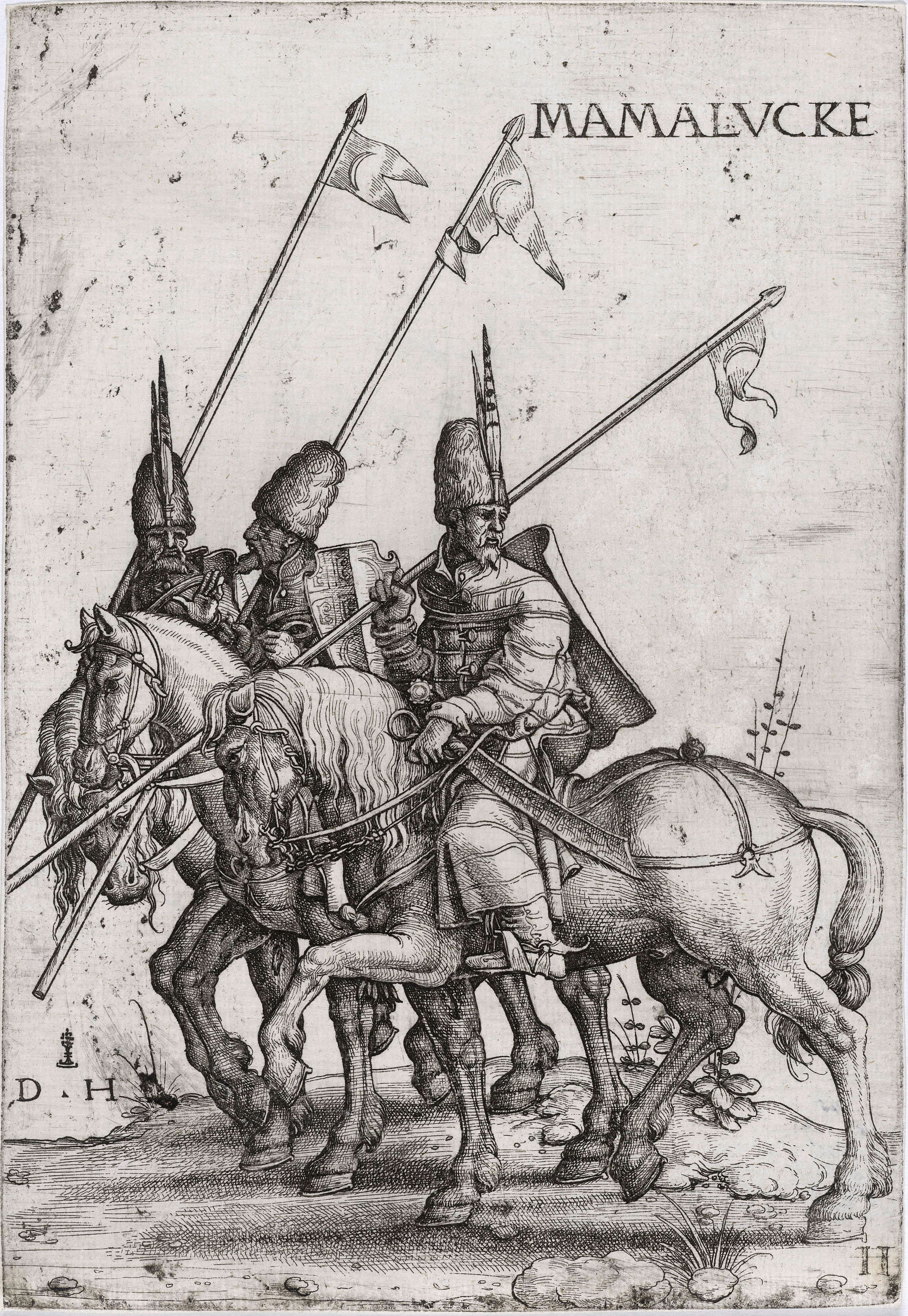
Мамелюки XVI століття

На початку XVI століття Єгипетський мамелюцький султанат був головним посередником між регіонами, що виробляють прянощі в Індії та венеціанськими покупцями, які придбавали прянощі в арабських портах в Середземномор'ї, головним чином в Александрії, а після перепродавали їх в Європі з великим прибутком. В інших відношеннях Єгипет був переважно аграрним суспільством, мало пов'язаним з морем. Венеція розірвала дипломатичні відносини з Португалією і почала шукати шляхи протидії її втручанню в Індійському океані, відправивши посла до мамелюків з пропозицією застосовувати проти португальців «швидкі та таємні засоби правового захисту».
Єгипетські військові мали невеликий досвід у морській війні, тому мамелюцький султан Кансух аль-Гаурі запросив підтримки венеційців, в обмін на зниження тарифів для полегшення конкуренції з португальцями. Венеція погодилась і поставила мамелюкам караки середземноморського типу та військові галери, укомплектовані грецькими моряками, які венеційські корабели допомагали розбирати на середземноморському узбережжі в Александрії та знову збирати в Суеці, на узбережжі Червоного моря. Галери могли нести гармати лише на носі і на кормі, а не вздовж бортів, оскільки гармати заважали гребцям. Місцеві традиційні арабські зшиті судна (дау), корпуси яких будувались без використання заліза, могли внаслідок цього нести лише дуже легкі гармати.
Командування експедицією доручили курдському мамелюку, колишньому губернатору Джидди Аміру Хуссейну Аль-Курді, якого португальці називали Міроцем (Mirocem). Склад експедиції включав не тільки єгипетських мамлюків, але також велику кількість найманців з Османської імперії, Нубії та Ефіопії, а також венеційських пушкарів. Усіх їх португальці називали загальним терміном «руми».
Експедиція в складі 1100 чоловік відбула з Суецу у листопаді 1505 року. По дорозі їм доручили зміцнити Джидду проти можливої атаки Португалії та придушити заколоти навколо Суакіна та Мекки. Флоту довелося провести сезон мусонів на острові Камаран і висадитися в Адені на південному виході з Червоного моря, де експедиція надовго затрималась через втручання в складну місцеву політику тахіридських емірів Ємену. Тому вони перетнути Індійський океан і нарешті дісталися до міста Діу в гирлі Камбейсбкої затоки лише у вересні 1507 року, хоча в звичайних умовах така подорож займала не більше місяця.

### Діу та Малік Айяз
На момент прибуття португальців до Індії Гуджарат був основним посередником в морській торгівлі в Індійському океані. Головні потоки торгівлі, переважно тканиною та спеціями, йшли між сходом на заходом від Малакки до Єгипту. У XV столітті султан Гуджарата призначив на посаду губернатора Діу Маліка Айяза, колишнього лучника і раба, можливо грузинського чи далматинського походження. Хитрий і прагматичний правитель, Малік Айяз перетворив місто на головний порт Гуджарата (відомий португальцям як Камбая) та один з головних перевалочних пунктів в торгівлі між Індією та Перською затокою. Малік Айаз намагався уникати конфліктів з Португалією, проводячи нейтральну та навіть союзницьку політику — аж до того часу, поки флот на чолі з Хуссейном несподівано не прийшов у Діу.
Малік Айяз добре прийняв Хуссейна, але на відміну від того, що обіцяли мусульманські посланці в Єгипті, крім заморіна Калікути жоден інший правитель індійського субконтиненту не приєднався до антипортугальської коаліції. Сам Айяз розумів, що португальці були грізною військово-морською силою, з якою він не бажав протистояння. Однак він не міг відмовити Хуссейну, побоюючись як гніву могутнього султана Гуджарата, так і власних сил Хуссейна, що вже перебували в його місті. Потрапивши між лещата обох протиборчих сил, Айяз вирішив лише обережно підтримати Хуссейна.

### Битва при Чаулі

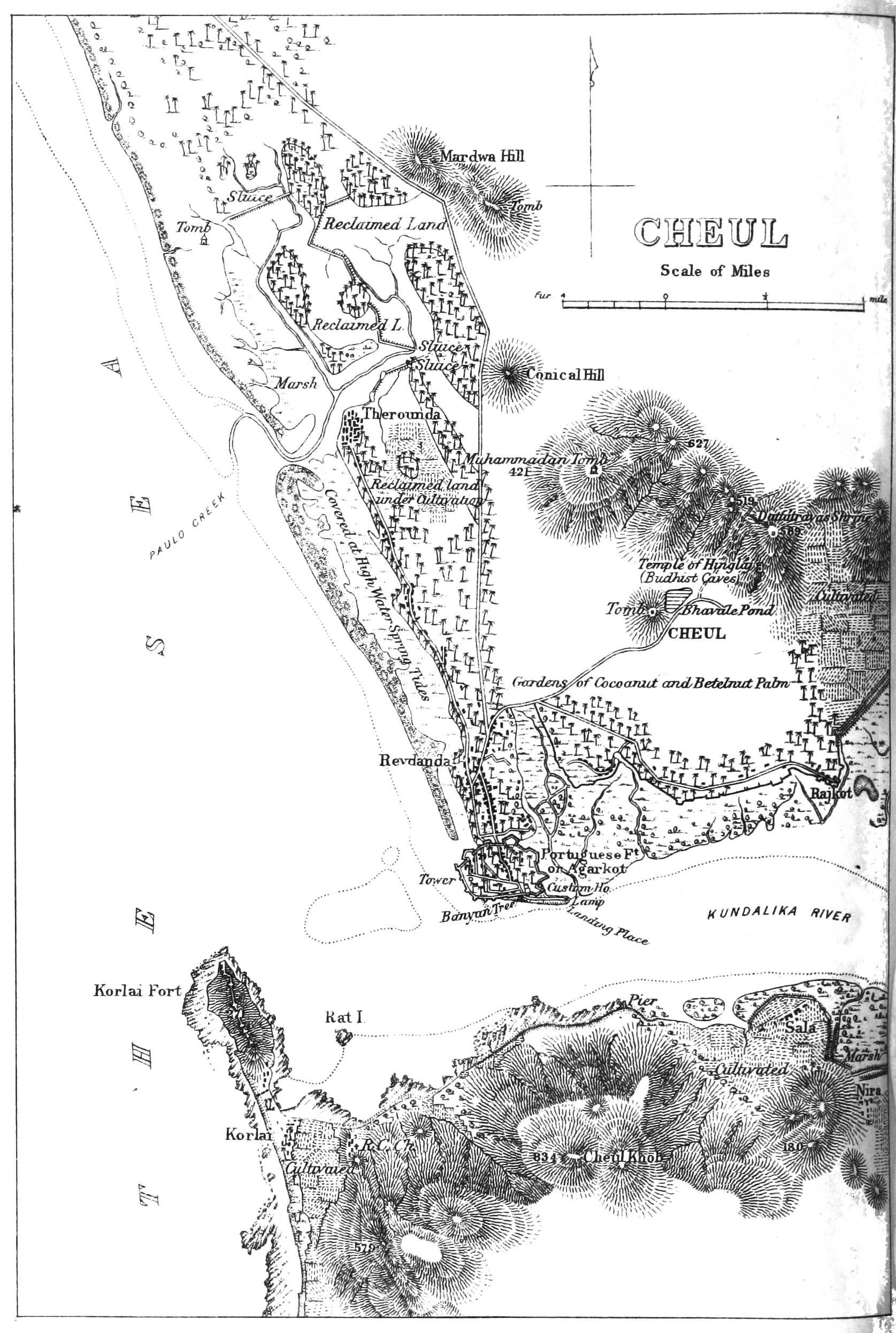
Карта Чаула XIX ст.

У березні 1508 р. флоти Хуссейна і Айяза відплили на південь і зійшлись з португальською ескадрою в триденному морському бої у гавані Чаула. Командував португальською ескадрою син Франсішку де Алмейди, Лоуренсо, якому доручили контролювати завантаження португальських торгових кораблів у цьому місті та супроводжувати їх назад до Кочіна.
Хоча португальців захопили зненацька (через схожість кораблів Хуссейна з європейськими їх спочатку вважали належними до експедиції Афонсо де Альбукерке, призначеної на узбережжі Аравії), битва закінчилася пірровою перемогою мусульман, які зазнали занадто багато втрат, щоб продовжувати експедицію далі в напрямку португальської штаб-квартири в Кочіні. Незважаючи на затоплення португальського флагмана, решта португальського флоту врятувалась, тоді як сам Хуссейн ледь не загинув в бою через неприхильність Маліка Айяза до битви. Хуссейну не залишалося іншого вибору, як повернутися з Аязом до Діу і підготуватися до португальської відповіді. Хуссейн повідомив про цей бій у Каїр як про велику перемогу, однак «Мірат Сікандарі», тогочасний перський опис про Королівство Гуджарат, згадує про цю битву як про незначну сутичку.
Однак серед загиблих був син португальського віцекороля, Лоуренсу де Алмейда, тіло якого так і не вдалося відшукати попри всі зусилля Маліка Айяза, який хотів повернути його португальцям.

## Португальська підготовка

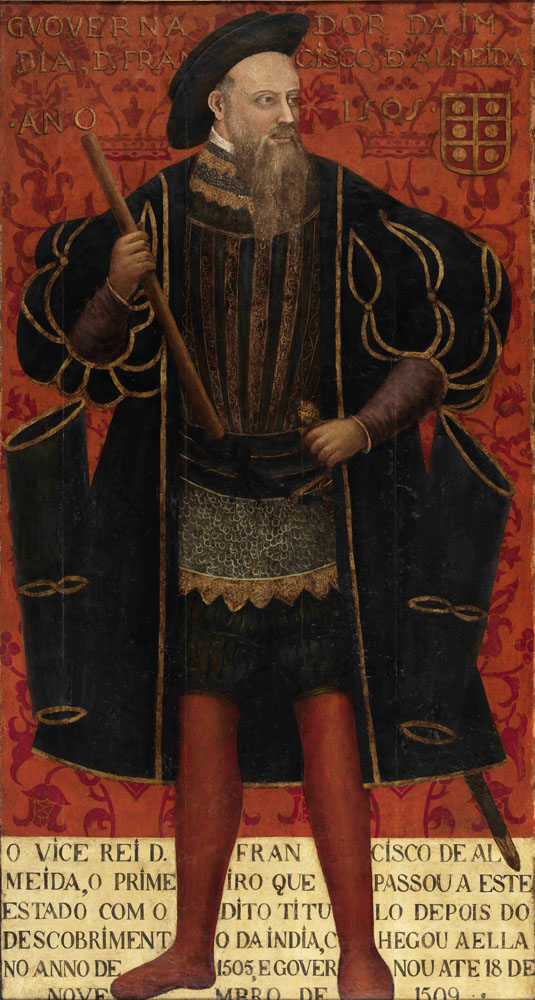
Франсішку де Алмейда, перший віцекороль Індії

Дізнавшись у Кочіні про смерть свого єдиного сина, Франсішку де Алмейда був дуже вражений і три дні не покидав свого помешкання, не бажаючи нікого бачити. Присутність мамелюцького флоту в Індії становила серйозну загрозу для португальців, але віце-король тепер особисто бажав помститися Міроцему за смерть свого сина, заявивши, що «той, хто з'їв курча, мусить з'їсти і дорослого півня або розплатитись за це».
Наближався літній мусон, а разом із ним і шторми, які стримували всю навігацію в Індійському океані до вересня. Тільки після цього віце-король зміг скликати всі наявні португальські кораблі для ремонту в сухому доці та зібрати свої сили в Кочіні.
Ще перед тим як флот Франсішку де Алмейди встиг вийти з Кочина, 6 грудня 1508 року до Каннуру з Перської затоки прибув Афонсу де Албукеркі з наказом короля Португалії про заміну Альмейди на посаді губернатора. Франсішку мав особисті претензії до Албукеркі, оскільки останній був відправлений до узбережжя Аравії спеціально з тією метою, щоб перешкодити мусульманським кораблям заходити чи виходити з Червоного моря. Бажання Алмейди особисто помститися мусульманському флоту за смерть сина призвело до того, що він відмовився дозволити призначеному наступнику вступити на посаду. Роблячи це, віце-король пішов наперекір королівському наказу і ще рік керував Португальською Індією.
9 грудня португальський флот нарешті відплив в напрямку Діу.

## Індійська Армада

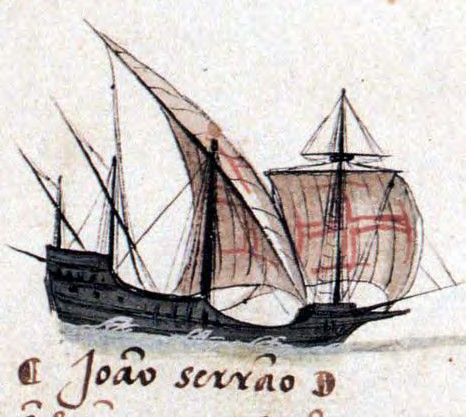
До появи важкого галеона португальська каравела-редонда з прямокутними вітрилами була першим повністю оснащеним спеціальним військовим кораблем, що виконував переважно ескортні завдання.

З Кочіна португальці спочатку вирушили до Калікуту, сподіваючись перехопити флот заморіна, але той уже відплив до Діу. Потім зупинилась в Баткалі, щоб врегулювати суперечку між її королем та місцевим індуїстським корсаром Тимоджою, що був союзником португальців. В Оноварі португальці зустрілися з самим Тимоджою, який повідомив віце-королю про ситуацію у ворожому таборі. Під час перебування в Оноварі португальські галери знищили флот нападників, що належали заморіну Калікуту.

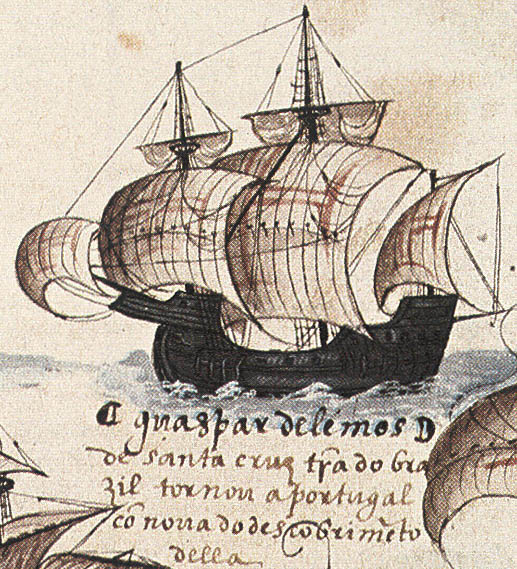
Португальська карака. Завдяки високій носовій і кормовій каштелам і гарматному озброєнню була одним з найбільш потужних військових кораблів свого часу.

На Анджедіві флот поновив запаси прісної води і Франсішку Алмейда зустрівся з посланником Маліка Айяза, хоча подробиці цієї зустрічі невідомі. Перебуваючи там, португальці зазнали нападу гребного флоту міста Дабул.

### Дабул
З Анджедіви португальці відплили до Дабула, важливого укріпленого портового міста, що належало Султанату Біджапур. Капітан галери Сан-Мігель Пайо де Соуза вирішив провести розвідку гавані і висадитись на берег, але потрапив у засідку з близько 6000 вояків і був убитий разом з іншими португальцями. Через два дні віце-король здійснив відплатну акцію і розгромив гарнізон, розміщений на березі річки, в результаті висадки десанту добре озброєних військ. Дабул змусили дорого заплатити за напад, згідно з наказом Алмейди місто зруйнували, а навколишні прибережні поселення спустошили й майже всіх їхніх мешканців убили разом із худобою та навіть бездомними собаками.
За словами Фернана Лопеша де Каштаньєди жахливе знищення Дабула призвело до появи на західному узбережжі Індії нового прокляття — «нехай гнів франків спіткає вас».

### Чаул і Бомбей
З Дабула португальці завітали до Чаула, де Франсішку Алмейда наказав губернатору міста підготувати данину, яку португальці планували забрати при поверненні з Діу. Прибувши до Махіма, неподалік від Бомбея, португальці виявили місто безлюдним.
У Бомбеї Алмейда отримав лист від Маліка Айяза. Усвідомлюючи небезпеку, яка загрожувала його місту, Айяз намагався умиротворити віце-короля, описавши, як мужньо воював його син, додавши лист від португальських в'язнів, у якому говорилося, що з ними добре поводяться. Віце-король відповів Маліку Айязу (якого португальці називали Мелікеаз) ввічливим але грізним листом, в якому висловив свій намір помститися, зазначивши, що його ворогам краще об'єднати всі сили й підготуватися до боротьби, бо він має намір знищити Діу.

### Проблеми мусульманської сторони
За десять місяців між битвою при Чаулі і Діу в мусульманському таборі відбулись важливі події — Хуссейн скористався можливістю відкилювати свої кораблі, відновити пошкоджену караку та збільшити свою армію на 300 чоловік. Незважаючи на це, відносини між Хуссейном і Айязом погіршились, і Хуссейн тепер явно усвідомлював дволикість Айяза, який взяв під свою опіку португальських в'язнів, захоплених у Чаулі — яких Хуссейн, мабуть, мав намір «відправити у кайданах в Каїр». Не маючи змоги заплатити за перебування своїх військ у Діу, Хуссейн був змушений закласти Айязу власну артилерію. Імовірно, лише надія на свіже підкріплення або страх перед реакцією султана тепер заважали йому повернутися в Єгипет.

## Склад флотів

### Об'єднаний флот Єгипту, Гуджарату та Калікуту
- 6 середземноморських карар; 6 галер (загальне командування аміра Хуссейна)
- 4 караки Діу (Малік Айяз)
- 30 легких галер Діу (Сіді Алі)
- 70–150 військових човнів Калікуту (Кунджалі Мараккар)

### Португальський флот
- 5 великих нау (карак) : Флор-ду-Мар (флагман віцекороля; капітан Жуан да Нова), Еспіріто Санту (капітан Нуну Ваш Перейра), Белем (Жоржі де Мелу Перейра), Рей Гранде (Франсішку де Тавора) і Тафореа Гранде (Перу Баррету де Магельяш)
- 4 менших нау: Тафореа Пекена (Гарсія де Соуза), Санто Антоніу (Мартин Коелью), Рей Пекену (Мануел Телес Баррету) та Андорінья (Антоніу де Норонья)
- 4 каравели-редонди (з чотирикутними вітрилами) : Флор да Роза (Антоніу ду Кампу), Еспера (Філіпе Родрігіш), Консейсау (Перу Кан), Санта-Марія-да-Аджуда (Руй Суаріш)
- 2 каравели : Сантьяго (Луїш Прету), — (Альвару Пессанья)
- 2 галери : Сан-Мігель (Діогу Піріш), Сан-Крістован (Пайю Родрігіш де Соуза)
- 1 бригантина : Санту Антоніу (Сімон Мартінш)

## Битва під Діу

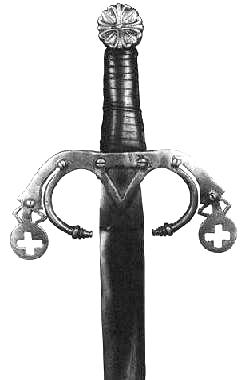
Широкий «чорний» меч залишався популярною абордажною зброєю португальських армад до початку XVI століття.

2 лютого 1509 року португальці побачили Діу з марсів своїх кораблів. Коли вони наблизились, Малік Айяз покинув місто, залишивши загальне командування Хуссейну. Хуссейн наказав гребним кораблям вийти з гавані і напасти на португальський флот, перш ніж він встиг оговтатися від подорожі, але вони не ризикнули вийти за межі, які контролювались гарматами форту. З настанням ночі мусульманський флот відступив у русло річки, тоді як віце-король викликав усіх своїх капітанів, щоб скласти план наступних дій.
З настанням дня португальці побачили, що мусульмани вирішили скористатися захищеною гарматами форту гаванню Діу, пришвартувавши свої караки та галери біля берега і чекаючи нападу Португалії, відмовившись таким чином від ініціативи. Португальські війська розділились на чотири групи: перша група після попереднього обстрілу пішла на абордаж мамелюцьких карак, інша була спрямована для нападу на пришвартовані мамелюцькі галери з флангу, "група підтримки'', яка підтримувала решту флоту гарматним вогнем і сам флагман, який не брав безпосередньої участі в битві, а перебував у зручному положенні для здійснення керівництва боєм і підтримки португальських сил його своєю вогневою міццю. Бригантина Санту-Антоніу мала забезпечувати зв'язок.
Перед боєм бригантина Санту-Антоніу пройшла вздовж кораблів португальського флоту, виголошуючи промову віцекороля, в якій він детально описав причини, що призвели до битви та винагороду, що була обіцяна у разі перемоги: право на пограбування міста, шляхетні титули для лицарів, лицарство для рядових солдатів, титул зброєносців для рабів, якщо їх звільнять протягом року і помилування для злочинців.

### Хід битви

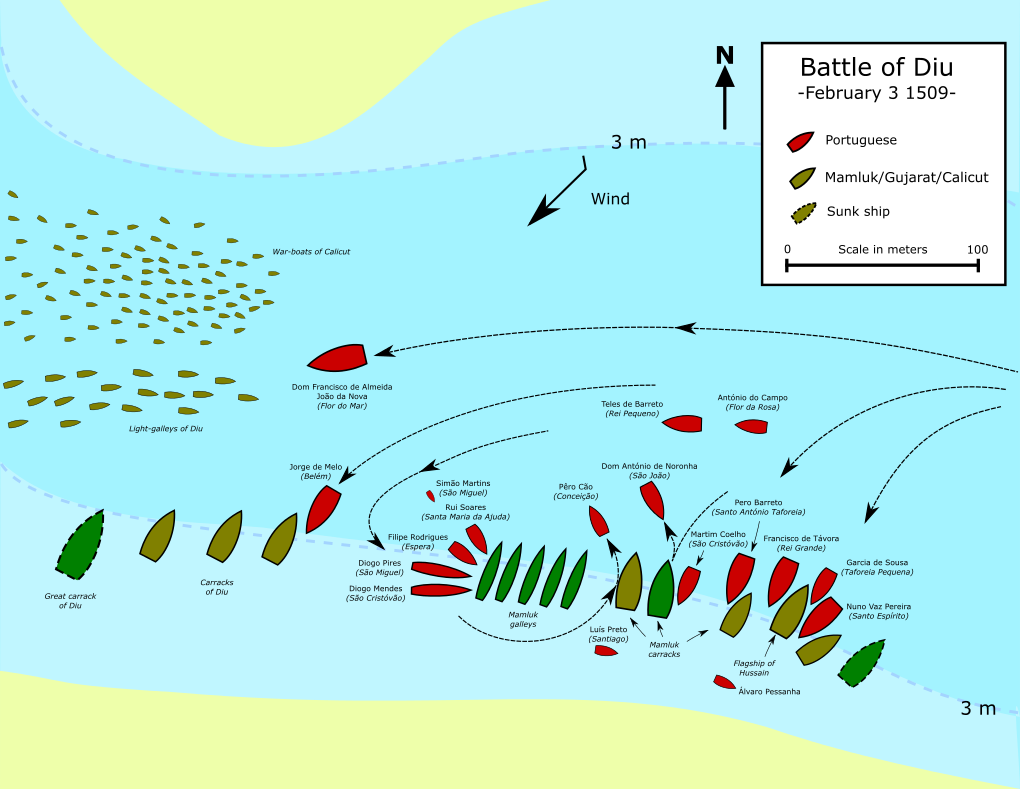
Схема битви при Діу. Частина португальського флоту атакувала мусульманські кораблі, тоді як Флор-ду-Мар заважав мусульманським гребним човнам вступити в бій.

Коли близько 11:00 ранку змінився напрямок бризу, на Флор-ду-Мар підняли королівський прапор і гарматним пострілом оголосили про початок битви. Під загальні крики Сантьяго! португальці почали свою атаку. Галера Сан Мігель йшла на чолі, здійснюючи розвідку каналу. Перед зіткненням сторони обмінялись гарматними обстрілами і за умов відсутності хвиль в спокійних водах гавані Діу португальці застосували інноваційну тактику обстрілу: гармати стріляли у воду з тим, щоб гарматні ядра відскакували, як стрибаючи каміння. Бортовий залп з Санту-Еспіріту влучив у ватерлінію одного з ворожих кораблів, що призвело до його миттєвого потоплення.
Коли караки вступили в контакт, флагман Хуссейна зіткнувся з Санту-Еспіріту. Коли їхні носові корабельні «замки» перетнулись, загін португальців на чолі з Руї Перейрою перестрибнула на ворожий корабель і ще до того, як кораблі намертво зчепились між собою португальці вже проривались до центру ворожого флагмана. На допомогу флагману Хуссейна прийшла інша мамелюцькаа карака, яка атакувала Санту-Еспіріту з протилежного боку. Хуссейн зміцнив свої сили великою кількістю гуджаратських солдатів, розподілених по кораблях, і важкоброньована португальська піхота ризикувала бути розбитою. Руй Перейра був убитий, але в цей вирішальний момент Рей Гранде підійшов до іншої сторони флагмана Хуссейна, доставивши гостро необхідне підкріплення, яке схилило терези бою за цей корабель на користь португальців.
Хоча розміщені на марсах ефіопські та турецькі лучники гідно протистояли португальським стрілкам, озброєним аркебузами, тим не менш багато мусульманських найманців «втекли при першій появі португальців».
Хуссейн розраховував, що португальці кинуть у напад усі свої сили, тому він залишив легкі гребні кораблі Калікуту в глибині каналу, щоб атакувати португальців з тилу, коли вони кинуть усі свої караки в бій. Зрозумівши ці наміри, Жуан да Нова перекрив на Флор-ду-Мар вхід у канал, щоб не дати гребним кораблям мусульман вийти з нього і вступити в бій. Компактна маса гребних кораблів була ідеальною мішенню для португальських артилеристів, які вивели з ладу багато суден, які, в свою чергу, перекрили шлях наступним. Не маючи можливості прорватися, кораблі заморіна після короткого бою розвернулись і відступили до Калікута. За весь час битви Флор-ду-Мар здійснив понад 600 пострілів.
Тим часом група швидких галер і каравел напала з флангу на знерухомлені ворожі галери, гармати яких не змогли відповісти на такий напад. Початковий штурм португальців був відбитий, але португальські гарматні залпи потопили три галери.
Повільно, але невідворотно португальці захопили більшу частину мусульманських карак. Флагман Хуссейна також захопили й багато хто почав стрибати з корабля. На галерах домінували, а португальські каравели з невеликою осадкою зайняли позицію між кораблями та узбережжям, знищуючи усіх, хто намагався втекти на берег.
Зрештою, залишився лише один мусульманський корабель — велика карака, більша за будь-яке інше судно з тих, що брали участь у битві. Карака стояла на якорі занадто близько до берега й залишалася поза досяжністю кораблів португальців, що мали більш глибоку осадку. Її посилений корпус довго витримував обстріл португальських гармат і знадобився безперервна канонада усього флоту, щоб уже в сутінках остаточно потопити її і тим самим ознаменувати кінець битви при Діу.

## Наслідки

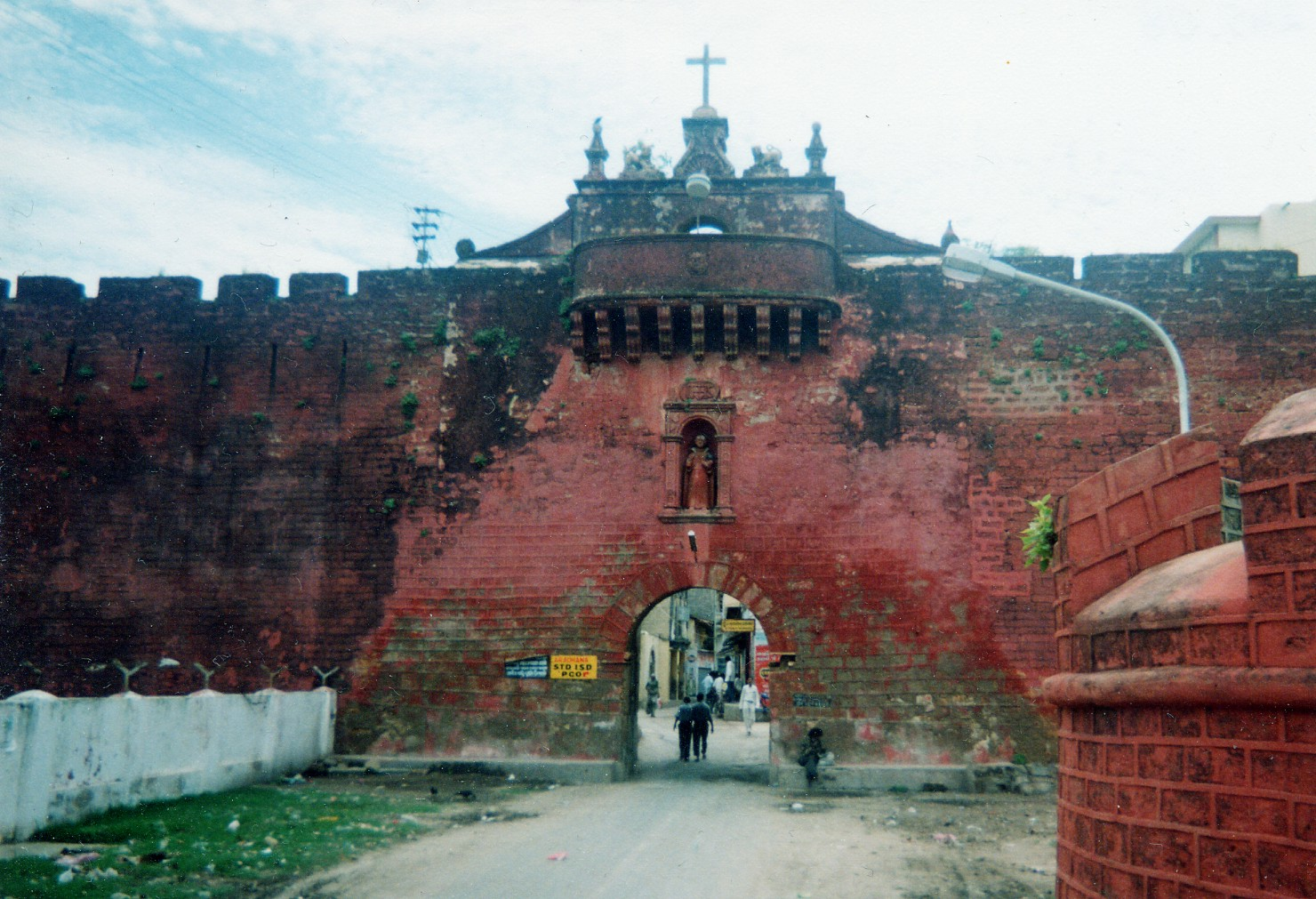
Форт Діу, був побудований в 1535 р. внаслідок мирної угоди з правителем Гуджарату, після того, як спроби португальців силою захопити острів у 1521 і 1531 роках зазнали невдачі.

Битва закінчилася перемогою португальців, коаліція Гуджарату, Єгипту і Калікуту була повністю розбита. Мамелюки хоробро билися до самого кінця, але не мали досвіду участі в морських битвах і не знали, як протистояти військово-морському флоту, з яким вони ніколи раніше не зустрічались. Португальці мали сучасніші кораблі з досвідченішими моряками, більше гармат і краще оснащену піхоту — з важкими латними обладунками, аркебузами та чимось подібним на глиняні гранати, наповнені порохом — всього цього бракувало мамелюкам і врешті звело їхні шанси на успішний спротив до мінімуму.
Після битви Малік Айяз повернув полонених Чаула, добре одягнених і нагодованих. Франсішку Алмейда відмовився від окупації Діу, вважаючи, що утримувати його буде занадто дорого, але підписав торгову угоду з Айязом і заснував фейторію в місті. Пізніше португальці затято домагатимуться дозволу будівництва фортеці в Діу, але Малік зумів не допустити цього протягом того часу, поки він залишався губернатором міста.

До складу трофеїв, захоплених португальцями внаслідок битви, входили три галери, три караки, 600 бронзових артилерійських гармат і три королівські прапори мамелюцького султана Каїру, які відправили до Португалії для демонстрації в Монастирі Христа в Томарі, штаб-квартирі Ордену Христа, португальського спадкоємця Ордену Тамплієрів, членом якого був Алмейда. Віцекороль стягнув з купців Діу (які фінансували переобладнання мусульманського флоту) виплату 300 000 золотих ксерафінів, 100 000 з яких розподілено між військами, а 10 000 подаровано лікарні Кочіна.

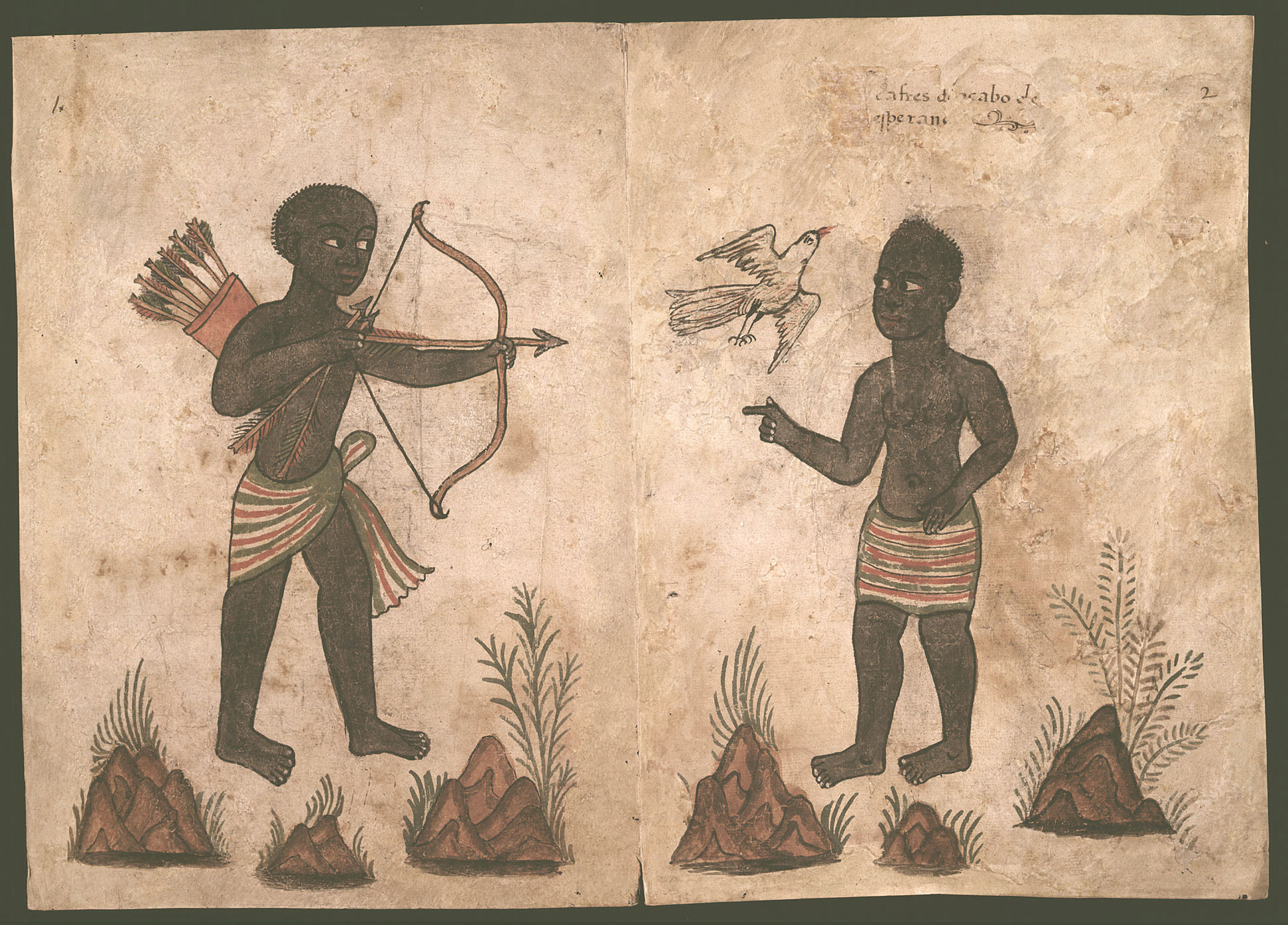
Кафри — португальське зображення 16-го століття про кочових жителів півдня Африки

Однак поводилися португальці з полоненими мамлюками жорстоко. Віцекороль наказав повісити більшість із них, спалити їх живими або розірвати на шматки, прив'язавши до гирл гармати, в помсту за смерть свого сина. Коментуючи наслідки битви, Алмейда доповів королю Мануелю: "Поки ти можеш бути могутнім на морі, ти будеш тримати Індію як свою; і якщо ти не володієш цією силою, мало що допоможе тобі фортецею на березі . " Після передачі посади віцекороля Афонсу де Албукеркі та виїзду до Португалії в листопаді 1509 року, сам Алмейда був убитий у грудні в сутичці проти племені готтентотів біля мису Доброї Надії, разом із 70 іншими португальцями — в підсумку в цій сутичці загинуло більше португальців, ніж у битві при Діу. Його тіло поховали на місцевому пляжі.
Хусейн вижив у битві, і йому вдалося втекти з Діу разом з 22 іншими мамелюками на конях. Він повернувся до Каїру, а через кілька років керував іншим флотом з 3000 чоловік, який спрямували проти португальців, але Хусейна вбив у Червоному морі його османський заступник Салман-реїс, який згодом очолив індійський флот Османської імперії. Мамлюкський султанат Єгипту незабаром буде захоплено внаслідок османського вторгнення.
З усіх провідних учасників битви при Діу Малік Айяз був би єдиним, хто не загинув насильницькою смертю. Він помер заможною людиною у своєму маєтку в 1522 р.

### Спадщина
Битва під Діу вважається однією з найважливіших битв в історії. Вільям Вейр у своїй книзі «50 битв, які змінили світ», вважає цю битву шостою за значністю в історії, поставивши попереду лише Марафонську битву, повстання Ніки, битві при Банкер-Гіллі, битву при Гавгамелах і битву при Хаттіні. Він зазначив, що: "на початку XV століття, іслам здавався готовим домінувати у світі. Ця перспектива затонула в Індійському океані біля Діу". Історик Райнер Даенхардт каже, що ця битва за значимістю та спадщиною порівнюється лише із битвами при Лепанто та Трафальгарі. За словами вченого Майкла Адаса, ця битва «встановила європейську перевагу в Індійському океані на наступні століття».